# Tramontane (torpilleur)
Pour les articles homonymes, voir Tramontane (homonymie).
La Tramontane est un torpilleur d’escadre de classe Bourrasque, construit pour la marine française dans les années 1920. 
Pendant la Seconde Guerre mondiale, après la capitulation de la France face à l’Allemagne en juin 1940, la Tramontane a servi dans la marine du régime de Vichy. Elle était à Oran, en Algérie française, lorsque les Alliés ont envahi l’Afrique française du Nord lors de l’opération Torch en novembre 1942. Résistant à l’invasion, la Tramontane fut gravement endommagée au large d’Oran le 8 novembre 1942 par les tirs du croiseur léger HMS Aurora et du destroyer HMS Calpe de la Royal Navy et dut s’échouer pour éviter de couler.

## Conception
Les navires de la classe Bourrasque avaient une longueur hors tout de 105,6 mètres, une largeur de 9,7 mètres et un tirant d'eau de 3,5 mètres. Les navires avaient un déplacement de 1320 tonnes à charge standard et 1825 tonnes à pleine charge. Ils étaient alimentés par deux turbines à vapeur à engrenages, chacune entraînant un arbre d'hélice, utilisant la vapeur fournie par trois chaudières du Temple. Les turbines ont été conçues pour produire 31000 chevaux (22800 kW), ce qui devait propulser les navires à 33 nœuds (61 km/h). Les navires transportaient suffisamment de mazout pour  une autonomie de 3000 milles marins (5600 km) à 15 nœuds (28 km/h).
L’armement principal des navires de la classe Bourrasque consistait en quatre canons de 130 mm modèle 1919 dans des affûts simples blindés, une paire de canons à l’avant et une à l’arrière des superstructures. Leur armement antiaérien consistait en un canon de 75 mm modèle 1924. Les navires transportaient deux affûts triples de tubes lance-torpilles de 550 millimètres au milieu du navire. Une paire de toboggans pour grenades anti-sous-marines a été construite dans leur poupe, qui abritait seize grenades anti-sous-marines de 200 kilogrammes.